# Paracontias milloti
Paracontias milloti är en ödleart som beskrevs av Angel 1949. Paracontias milloti ingår i släktet Paracontias och familjen skinkar. IUCN kategoriserar arten globalt som otillräckligt studerad. Inga underarter finns listade i Catalogue of Life.
Arten förekommer på nordvästra Madagaskar.